# Karen Gershon
Karen Gershon, gebürtig Käthe Loewenthal (* 29. August 1923 in Bielefeld; † 24. März 1993 in London), war eine deutsch-britische Schriftstellerin.

## Biographisches
Karen Gershon wurde als jüngstes Kind des Architekten Paul Loewenthal und seiner Frau Selma 1923 in Bielefeld geboren. Sie hatte zwei ältere Schwestern, Anne (geb. 1921) und Lise (geb. 1922). Käthe wuchs in einer jüdischen Familie des gehobenen Mittelstands auf, die innerhalb der Jüdischen Gemeinde Bielefelds fest verwurzelt war.
Die Loewenthals verarmten mit Beginn der nationalsozialistischen Diktatur 1933 zusehends. Der Vater, der der Familie durch seine Arbeit einen relativen Wohlstand hatte sichern können, erhielt keine Aufträge mehr und musste ihren Unterhalt nun mit Gelegenheitsarbeiten sichern. Den zunehmenden Diskriminierungen und Anfeindungen folgten weitere Ausgrenzungen. So musste Käthe 1936 die Sarepta-Schule der Von Bodelschwinghschen Anstalten verlassen und auf die Luisenschule – noch heute an der Paulusstraße – wechseln. Im Schuljahr 1937/38 besuchte sie das Jüdische Landschulheim Herrlingen in der Nähe von Ulm. Ein großer Einschnitt in ihrem Leben erfolgte 1938. Gemeinsam mit ihrer Schwester Lise wurde sie mit dem Kindertransport nach Großbritannien verbracht. Ihre Eltern und Anne blieben in Bielefeld und wurden 1941 nach Riga deportiert und kamen unter ungeklärten Umständen um. Es wird vermutet, dass Selma im KZ Auschwitz ermordet wurde und Paul in Riga an einem Schlaganfall starb. Ihre Tochter Anne konnte Lise und Käthe noch nachfolgen, verstarb aber bereits 1942 in Bristol. Zunächst gelangte Käthe, die später als Vornamen Karen und als Nachnamen den jüdischen Namen ihres Vaters Gershon (dt. Ein Fremder in einem fremden Land) annahm, in ein Trainingslager in Schottland, in dem sie für die Ausreise nach Palästina vorbereitet wurde. Lise ging, da sie das Höchstalter für den Aufenthalt dort erreicht hatte, bereits kurz nach der Ankunft dorthin, heiratete und zog mit ihrem Ehemann nach Kriegsende nach Rom, wo sie 2003 starb. Karen heiratete ebenfalls, nachdem sie nach Auflösung der Trainingscamps unter anderem als Hausmädchen gearbeitet hatte, blieb jedoch in England und ließ sich früh wieder scheiden. 1948 heiratete sie einen Kunstlehrer, mit dem sie vier Kinder bekam. Von 1968 bis 1973 lebte die Familie in Israel, wurde dort aber nicht heimisch. Am 24. März starb die Schriftstellerin in London und wurde an der Seite ihrer Schwester Anne in Bristol begraben.

## Literarisches Schaffen

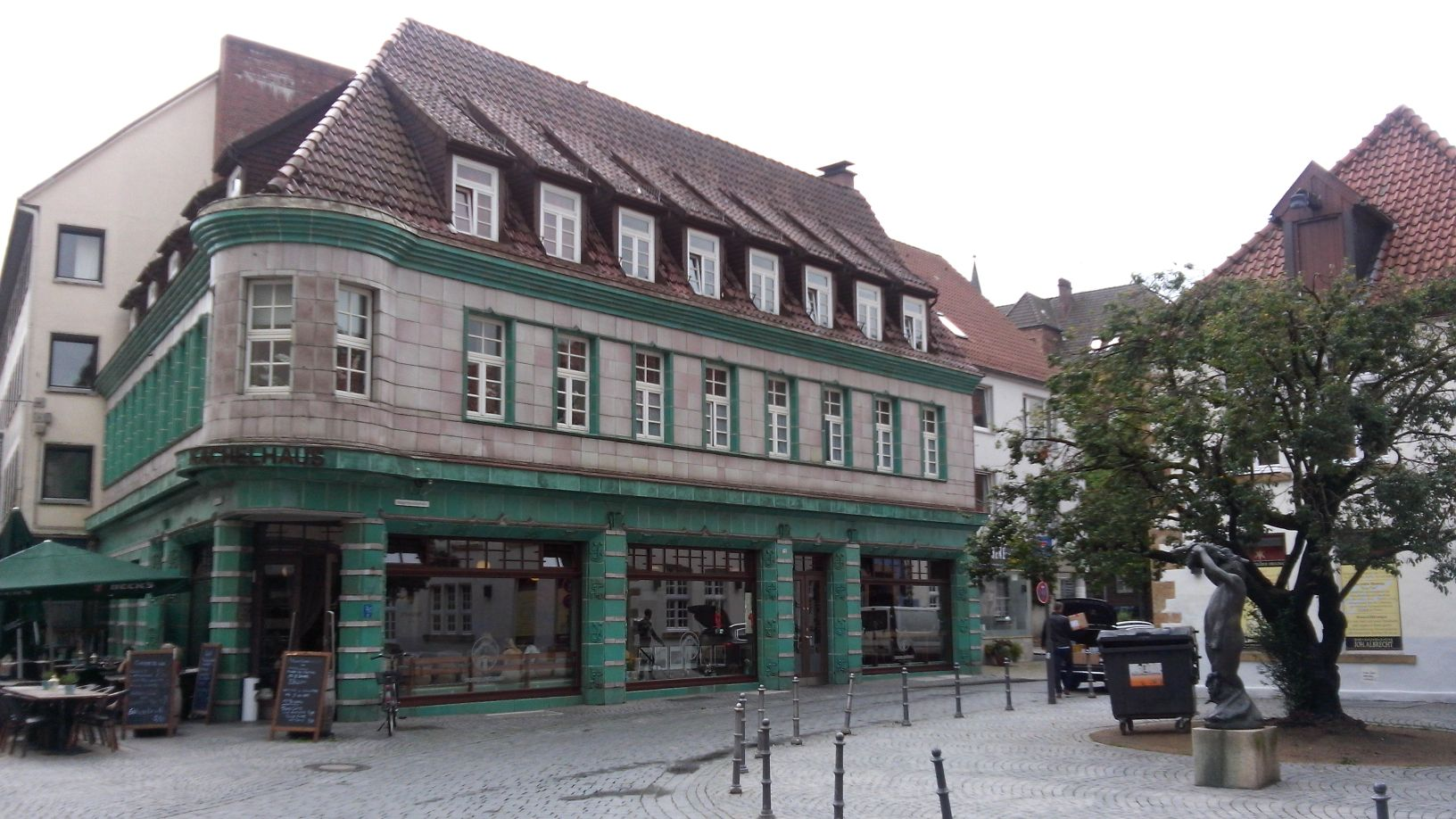
Kachelhaus in Bielefeld

Gershon publizierte bereits als Jugendliche in der Jüdischen Rundschau, wodurch Stefan Zweig auf sie aufmerksam wurde und ihr ein motivierendes Schreiben sandte. Erst 1959 sollte sie durch ihren Beitrag in dem Gedichtband The Relentless Year erneut als Schriftstellerin auf sich aufmerksam machen. Es folgten sechs Gedichtbände und einige Romane. 1992 erschien ihre – wie alle ihre Werke – auf Englisch verfasste Autobiografie mit dem Titel A Lesser Child auf Deutsch (Das Unterkind).
Der Titel dieses Buches gibt das Hauptthema ihres Schaffens wieder, nämlich das Gefühl der Unterordnung unter die Familiengeschichte. Der Erinnerung an diese verpflichtet, hatte sie Schuldgefühle, überlebt zu haben. Sie wollte durch ihre Arbeit die Erinnerung insbesondere an die Eltern wachhalten. Der Heimatverlust und das Ausgestoßensein verstärkten diesen Drang und ließen auch die Heimatstadt zum Thema werden, vor allem, da sie nie in England oder Israel ein neues "Zuhause" fand. Zum Beispiel wird dies in ihrem Gedicht Wilhelms Harms' House deutlich. Dieses Gebäude, das heutige Kachelhaus, war von ihrem Vater erbaut worden. Ihren ersten von drei Besuchen in Bielefeld empfand sie als befreiend und in Teilen als "Genesung", wohl auch, weil der Name ihres Vaters wieder an diesem Haus angebracht wurde, nachdem er im nationalsozialistischen Deutschland entfernt worden war.

## Werke (Auswahl)

### Lyrik
- The Relentless Year, New Poets 1959, Eyre & Spottiswoode 1960
- My Daughters, My Sisters and other Poems Gollancz, London 1975.
- Coming back from Babylon. 24 poems, London, Gollancz 1979, ISBN 0-575-02719-3.
- "Mich nur zu trösten bestimmt". Gedichte, Fischer, Aachen 2000, ISBN 3-89514-255-7.

### Sachbücher
- Hrsg.: We Came As Children London, Gollancz 1966, republished Macmillan, Papermac 1989 (dt. Wir kamen als Kinder. Eine kollektive Autobiographie. Alibaba-Verlag, Frankfurt am Main 1988, ISBN 3-922723-63-2.)
- Postscript: A Collective Account of the Lives of Jews in West Germany Since the Second World War, Gollancz, London 1969, ISBN 0-575-00319-7.
- A Lesser Child (Autobiography, Vol.1) Peter Owen 1993 (dt. Das Unterkind. Eine Autobiographie, Rowohlt, Reinbek 1992, ISBN 3-498-02465-5. Neuausgabe Lilienfeld Verlag 2023, ISBN 978-3-940357-97-7, übersetzt von Sigrid Daub)
- A tempered wind: an autobiography,  edited and with an introduction by Phyllis Lassner and Peter Lawson, Northwestern Univ. Press, Evanston, Ill. 2009, ISBN 0-8101-2613-3.

### Fiktion
- Burn Helen. A Novel, Harvester Press, Brighton 1980, ISBN 0-85527-173-6.
- The Bread Of Exile Gollancz, London 1985, ISBN 0-575-03599-4.
- The Fifth Generation. A Novel, Gollancz, London 1987, ISBN 0-575-03925-6. (dt. Die fünfte Generation, Alibaba-Verlag, Frankfurt am Main 1988)